# Museo Nacional de la Cultura Peruana
El Museo Nacional de la Cultura Peruana (MNCP) es un museo peruano, que está situado en Lima. El museo está dedicado al arte popular peruano.
Fue fundado el 30 de marzo de 1946 por el historiador, antropólogo e indigenista peruano Luis E. Valcárcel. Alberga 1500 piezas, la mayor parte data del siglo XX. Entre la colección alberga imaginería cusqueña, mates huantinos y retablos ayacuchanos. Fue diseñado en estilo neoínca o neoperuana por el arquitecto Ricardo de Jaxa Malachowski.El museo cuenta con cinco espacios expositivos, nombradas de la siguiente manera: primera sala " arte popular , Antecedentes", segunda sala " Arte popular regiones, tercera sala "Arte popular funciones", cuarta sala "Arte popular: artes y culturas amazónicas" y una quinta sala " exposiciones temporales" que organiza el museo y va rotando en temas y autores.

## Historia

### Instituto de arte peruano
El antecedente del museo, el Instituto de Arte Peruano fue creado en 1931 por el decreto ley n ° 7084 como un instituto anexo al departamento de antropología del Museo Nacional, para propiciar el estudio del arte prehispánico y de las artes populares. El director del instituto fue el pintor José Sabogal y el encargado del área de investigación dibujada fue Camilo Blas. Fueron también miembros y colaboradores del instituto los artistas Julia Codesido, Alicia Bustamante, Enrique Camino Brent, Teresa Carvallo, Apu-Rimak y el fotógrafo Abraham Guillén. Para el año 2023 el Museo Nacional de la Cultura Peruana celebró los 77 años de creación realizando diversas actividades de aniversario, donde inauguraron exposiciones para disfrute de toda la familia peruana, contando con guiado gratuito y acompañante en lenguaje de señas peruanas.
En el 2008 el Instituto Nacional de Cultura, lanzó la primera edición del libro Obras Maestras en las colecciones del Museo Nacional de la Cultura Peruana, que recopila trabajos de diversos artistas peruanos cuyos trabajos se exhiben en el Museo.
El Museo  Nacional de la Cultura Peruana, cuenta con una visita  virtual, de fácil acceso sobre todo para fines educativos e interactivos.